# SV 베헨 비스바덴
SV 베헨 비스바덴(SV Wehen Wiesbaden)는 독일 헤센주의 도시 비스바덴을 연고로 하는 축구 팀으로, 현재 3. 리가에서 활동하고 있다.

## 성적
- 레기오날리가 남부 리그 우승: 2007
- 오베르리가 헤센 리그 우승: 1997
- 란데스리가 헤센 리그 우승: 1989
- 헤센 컵 우승: 1988, 1996, 2000

## 선수 명단

### 현역
참고: FIFA 자격 규정에 따라 소속된 국가대표팀 국기를 표시합니다. 선수는 복수의 FIFA 비회원국 국적을 가지고 있을 수 있습니다.
| 번호 | 포지션 | 국적     | 이름            |
| ---- | ------ | -------- | --------------- |
| 9    | FW     |          | 티멘 고펠       |
| 11   | MF     | 튀르키예 | 타릭 괴주시린   |
| 13   | GK     | 모로코   | 모하메드 암시프 |

| 번호 | 포지션 | 국적 | 이름 |
| ---- | ------ | ---- | ---- |